# Alnus hosoii
Alnus hosoii är en björkväxtart som beskrevs av Mizush. Alnus hosoii ingår i släktet alar, och familjen björkväxter. Inga underarter finns listade.